# Meitei
Meitei (manipuri, meiteilon) är det ledande språket i den indiska delstaten Manipur, och ett av Indiens officiella språk. Språket talas även i Manipurs grannstater, samt i Bangladesh och Myanmar. Totalt talas språket av omkring 2 miljoner människor.
Ursprungligen skrevs meitei med ett alfabet benämnt meetei-mayek, vilket dock ersattes av bengalialfabetet på 1700-talet.